# 분나
분나(文和, ぶんな/ぶんわ)는 일본 남북조 시대의 연호(元号) 중 하나이다. 북조에서 사용되었다.
- 전후 : 간노(観応) 이후 - 엔분(延文) 이전.
- 시기 : 1352년 ~ 1355년
- 천황
  - 북조 : 고코곤 천황
  - 남조 : 고무라카미 천황
- 쇼군 : 무로마치 막부의 아시카가 다카우지

## 개원(改元)
- 간노 3년 9월 27일(율리우스력 1352년 11월 4일), 개원.
- 분나 5년 3월 28일(율리우스력 1356년 4월 29일), 엔분으로 개원된다.

## 출전
- 『구당서』의 「叡哲温文、寛和仁恵」.
- 『삼국지・오서 손권전』의 「文和於内、武信于外」.

## 분나 시기에 일어난 일
- 2년
  - 사무라이도코로노쓰카사(侍所司)를 역임하던 교고쿠 히데쓰나가, 남조군을 피해 수도를 탈출하던 고코곤 천황・아시카가 요시아키라를 호위하던 중에 전사하다.

### 죽음
- 원년
  - 9월 : 사타게 사다요시
- 2년
  - 5월 : 호조 도키유키
- 3년
  - 5월 : 기타바타케 지카후사

## 서력과의 대조표
| 분나 | 원년       | 2년        | 3년        | 4년         | 5년         |
| ---- | ---------- | ---------- | ---------- | ----------- | ----------- |
| 서력 | 1352년     | 1353년     | 1354년     | 1355년      | 1356년      |
| 남조 | 쇼헤이 7년 | 쇼헤이 8년 | 쇼헤이 9년 | 쇼헤이 10년 | 쇼헤이 11년 |
| 간지 | 임진       | 계사       | 갑오       | 을미        | 병신        |

## 같이 보기
- 일본의 연호 일람

| 이전 간노 | 일본 북조의 연호 1352년 ~ 1356년 | 다음 엔분 |